# Einlegegewürz
Als Einlegegewürz bezeichnet man eine Gewürzmischung, die weltweit verbreitet ist. Sie wird beim Einlegen zum Aromatisieren und Würzen von Lebensmitteln, insbesondere Gemüse, verwendet.
Es wird als Standardmischung im Handel angeboten. Diese Kombination enthält zu gleichen Teilen: Piment, Chili, Zimt, Gewürznelken, Ingwer, Senfkörner und Schwarzen Pfeffer.